# Compañero (pastor)
El ”compañero”  era un pastor en los rebaños de ovejas merinas trashumantes que ocupaba el puesto siguiente en la jerarquía al rabadán. 

## Funciones

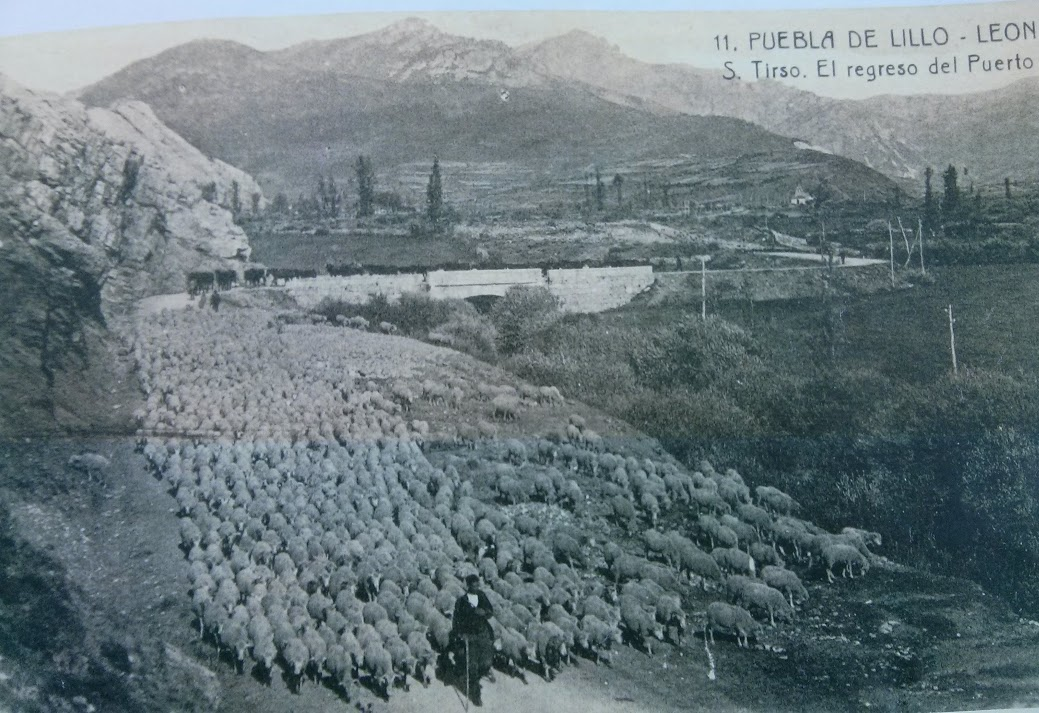
Rebaño organizado dirigido por el Compañero. Detrás de las ovejas se observan las caballerías

En los viajes por las vías pecuarias servía de guía al rebaño, caminando en cabeza junto con los mansos −carneros castrados, con grandes cencerros, que guiaban al rebaño−. Caminar en la cabeza del rebaño tenía la ventaja de no tener que sufrir el polvo que levantaban los animales.
Durante el invierno cuidaba del hatajo temprano –grupo de ovejas formado por las primeras paridas–.
En el verano, en los puertos de montaña, se relevaba a turnos con el “persona”, ayudados habitualmente por un motril, para el cuidado del retazo –porción menor del rebaño cuando se divide, formado unas 500 ovejas–.
Era el encargado de guisar las comidas extraordinarias −chanfaina y caldereta− en las dehesas de Extremadura.

## Salario
Su sueldo en la cabaña de Perales en 1940 era de 587,50 pesetas/año, frente a las 3000 pesetas del mayoral, las 730 del rabadán, las 500 del ayudador, las 422,50 del persona o las 260 del zagal.
Como a los otros pastores, se le permitía tener en el rebaño del dueño unos animales de su propiedad, lo que se llamaba la escusa, sin tener que pagar por ello. La escusa del compañero eran 43 ovejas, 11 cabras y 4 yeguas. En general, la escusa era la principal fuente de ingresos del pastor, mayor que el sueldo en metálico, lo que estimulaba a los pastores a esmerarse en el cuidado del rebaño.
Además de estos ingresos, la cabaña proporcionaba a todos los pastores el pan (una ración diaria de 1 kg por pastor), así como aceite, vinagre y sal. También pagaba la cabaña el médico y las boticas en caso de enfermedad propia, y en caso de enfermedad de algún familiar se abonaban los viajes, el sueldo completo y se le conservaba el puesto de trabajo.
En algunas cabañas los pastores tenían otros beneficios sociales. Así, en la cabaña de Rojas, en los tiempos en que era propietaria la XII condesa de Bornos - Mª Asunción Ramirez de Haro y Crespi de Valdaura-, los pastores fijos de la cabaña tenían derecho a pensión en caso de invalidez o por ancianidad, lo mismo que sus viudas.